# Danh sách đĩa nhạc của Stray Kids
Nhóm nhạc nam Hàn Quốc Stray Kids đã phát hành 2 album phòng thu, 3 album tuyển tập, 1 album tái bản, 8 đĩa mở rộng, 1 album đĩa đơn và 20 đĩa đơn.

## Album

### Album phòng thu
| Tiêu đề       | Chi tiết                                                                                         | Danh sách bài hát |
| ------------- | ------------------------------------------------------------------------------------------------ | --- |
| Go Live(GO生) | - Ngày phát hành: 17 tháng 6 năm 2020 - Hãng đĩa: JYP Entertainment - Định dạng: CD, Tải nhạc số | 1. GO LIVE 2. God's Menu (神메뉴) 3. Easy 4. Pacemaker 5. Airplane 6. Another Day 7. Blueprint 8. TA 9. Haven 10. TOP ("Tower of God" OP) 11. SLUMP ("Tower of God" ED) 12. Mixtape: Gone Days 13. Mixtape: On Track                                                                                              |
| NOEASY        | - Ngày phát hành: 23 tháng 8 năm 2021 - Hãng đĩa: JYP Entertainment - Định dạng: CD, Tải nhạc số | 1. CHEESE 2. Thunderous 3. DOMINO 4. 씩(SSICK) 5. The View 6. 좋아해서 미안 (Sorry, I Love You) 7. Silent Cry 8. 말할 수 없는 비밀 (Secret Secret) 9. Star Lost 10. 강박 (Red Lights) (Bang Chan, Hyunjin) 11. Surfin' (Lee Know, Changbin, Felix) 12. Gone Away (Han, Seungmin, I.N) 13. WOLFGANG 14. Mixtape:애 |

### Album đặc biệt
| Tiêu đề            | Chi tiết                                                                                         | Danh sách bài hát |
| ------------------ | ------------------------------------------------------------------------------------------------ | --- |
| Clé 2: Yellow Wood | - Ngày phát hành: 19 tháng 6 năm 2019 - Hãng đĩa: JYP Entertainment - Định dạng: CD, Tải nhạc số | 1. Road Not Taken (밟힌 적 없는 길) 2. Side Effects (부작용) 3. TMT (별생각) 4. Mixtape #1 5. Mixtape #2 6. Mixtape #3 7. Mixtape #4 |

### Album tái bản
| Tiêu đề       | Chi tiết                                                                                         | Danh sách bài hát |
| ------------- | ------------------------------------------------------------------------------------------------ | --- |
| IN LIFE(IN生) | - Ngày phát hành: 14 tháng 9 năm 2020 - Hãng đĩa: JYP Entertainment - Định dạng: CD, Tải nhạc số | 1. The Tortoise And The Hare 2. Back Door 3. B Me 4. Any 5. Ex 6. We Go (Bang Chan, Changbin, Han) 7. Wow (Lee Know, Hyunjin, Felix) 8. My Universe (Seungmin, I.N ft. Changbin) 9. God's Menu (神메뉴) 10. Easy 11. Pacemaker 12. Airplane 13. Another Day 14. Phobia 15. Blueprint 16. TA 17. Haven |

## Đĩa mở rộng
- Chú thích: Những bài hát In đậm là bài hát chủ đề của album

| Tiêu đề       | Chi tiết                                                                                          | Danh sách bài hát |
| ------------- | ------------------------------------------------------------------------------------------------- | --- |
| Mixtape       | - Ngày phát hành: 8 tháng 1 năm 2018 - Hãng đĩa: JYP Entertainment - Định dạng: CD, Tải nhạc số   | 1. Hellevator 2. Grrr Law of Total Madness（Grrr 총량의 법칙） 3. Young Wings (어린 날개） 4. YAYAYA 5. GLOW 6. School Life 7. 4419                                    |
| I am NOT      | - Ngày phát hành: 26 tháng 3 năm 2018 - Hãng đĩa: JYP Entertainment - Định dạng: CD, Tải nhạc số  | 1. Not! 2. District 9 3. Mirror 4. Awaken 5. Rock (돌) 6. Grow Up (잘 하고 있어) 7. 3rd Eye 8. Mixtape #1                                                              |
| I am WHO?     | - Ngày phát hành: 6 tháng 8 năm 2018 - Hãng đĩa: JYP Entertainment - Định dạng: CD, Tải nhạc số   | 1. WHO? 2. My Pace 3. Voices 4. Question 5. Insomnia 6. M.I.A 7. Awkward Silence 8. Mixtape #2                                                                         |
| I am YOU      | - Ngày phát hành: 22 tháng 10 năm 2018 - Hãng đĩa: JYP Entertainment - Định dạng: CD, Tải nhạc số | 1. YOU. 2. I am YOU 3. My side 4. Hero's soup 5. Get Cool 6. Opposite 7. 0325 8. Mixtape #3                                                                            |
| Clé 1: MIROH  | - Ngày phát hành: 25 tháng 3 năm 2019 - Hãng đĩa: JYP Entertainment - Định dạng: CD, Tải nhạc số  | 1. Entrance 2. MIROH 3. Victory Song 4. Maze of Memories 5. Boxer 6. Chronosaurus 7. 19 8. Mixtape #4                                                                  |
| Clé: Levanter | - Ngày phát hành: 9 tháng 12 năm 2019 - Hãng đĩa: JYP Entertainment - Định dạng: CD, Tải nhạc số  | 1. STOP 2. Double Knot 3. Levanter 4. Booster 5. Astronaut 6. Sunshine 7. You Can STAY                                                                                 |
| Tiếng Nhật    |                                                                                                   | |
| All In        | - Ngày phát hành: 4 tháng 11 năm 2020 - Hãng đĩa: JYP Entertainment - Định dạng: CD, Tải nhạc số  | 1. All In 2. Fam 3. One Day 4. "God's Menu" (神メニュー; Japanese version) 5. "Back Door" (Japanese version) 6. "Top" (Japanese version) 7. "Slump" (Japanese version) |

## Đĩa đơn
| Tiêu đề                                    | Năm  | Thứ hạng cao nhất | Thứ hạng cao nhất | Album              |
| Tiêu đề                                    | Năm  | Korea             | USWorld           | Album              |
| ------------------------------------------ | ---- | ----------------- | ----------------- | ------------------ |
| "Hellevator"                               | 2017 | —                 | 6                 | Mixtape(EP)        |
| "District 9"                               | 2018 | —                 | 10                | I Am NOT           |
| "My Pace"                                  | 2018 | —                 | 8                 | I Am WHO           |
| "I Am You"                                 | 2018 | —                 | 19                | I Am You           |
| "Miroh"                                    | 2019 | —                 | 2                 | Clé 1: Miroh       |
| "Side Effects"                             | 2019 | —                 | 16                | Clé 2: Yellow Wood |
| "Double Knot"                              | 2019 | —                 | 4                 | Clé: Levanter      |
| "Astronaut"                                | 2019 | —                 | —                 | Clé: Levanter      |
| "Levanter"                                 | 2019 | —                 | 14                | Clé: Levanter      |
| "Mixtape: Gone Days"                       | 2019 | —                 | 8                 | Go Live            |
| "Mixtape: On Track"                        | 2020 | —                 | 13                | Go Live            |
| "TOP"                                      | 2020 | —                 | —                 | Go Live            |
| "God's menu"                               | 2020 |                   |                   | Go Live            |
| "Mixtape: 애"                              | 2021 |                   |                   |                    |
| "—" nghĩa là không nằm trong bảng xếp hạng |      |                   |                   |                    |

Ghi chú:
- Trong hai mục con EP và Album đặc biệt, những bài hát được in đậm là những bài hát chủ đề của mỗi album.